# Пачоский, Иосиф Конрадович
Ио́сиф (Ю́зеф) Ко́нрадович Пачо́ский (пол. Józef (Jyzef) Konrad Paczoski, 1864—1942) — российский и польский ботаник и энтомолог.
Исследователь и знаток флоры Беловежской пущи.
В труде «Описание растительности Херсонской губернии» развил учение об интразональности ландшафтов, установив понятия экстразональной и азональной растительности. Первая представляет участки зональной растительности, встречающиеся к северу или к югу от основной области зонального распространения; вторая — естественную растительность, встречающуюся во всех зонах на неплакорных местообитаниях.
Впервые предложил (1915) понятие фитоценоз, использовав его для «чистых зарослей».

## Путь в науке
С 1887 изучал ботанику в Краковском и Киевском университетах (у И. Ф. Шмальгаузена).
В Херсоне был заведующим Естественно-историческим музеем (1897—1920) и профессором политехнического института (1918—1922).
В 1922—1923 заведовал ботаническим отделом заповедника Аскания-Нова.
В 1923 уехал из СССР в Польшу.

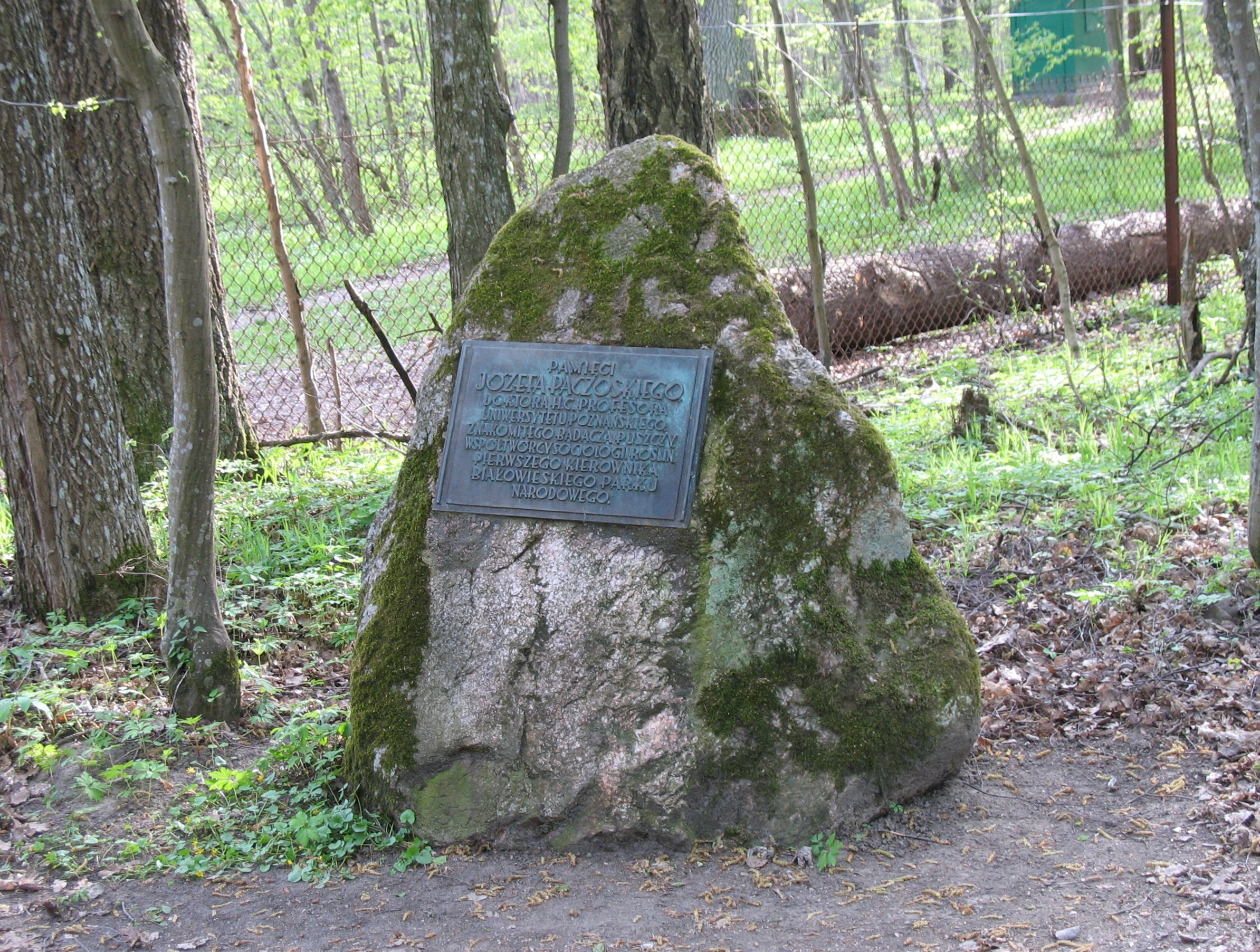
Камень в память Пачоского в Беловежском народном парке

В 1923—1925 руководил научно-исследовательской работой в заповеднике Беловежская пуща.
С 1925 — профессор систематики и фитосоциологии Познанского университета, основал там первый в мире Институт фитосоциологии.
Член Польской Академии наук.
Умер от сердечного приступа, узнав о смерти сына в гестапо. Похоронен на мемориальном кладбище в Познани.

### Растения, описанные Пачоским
в алфавитном порядке латинских названий
- Agropyron pseudocaesium (Pacz.) Zoz
- Centaurea hypanica Pacz. ex Schmalh.
- Ясколка Шмальгаузена (Cerastium schmalhausenii) Pacz. & Möschl
- Ракитник Скробишевского (Chamaecytisus skrobiszewskii) (Pacz.) Klask.
- Dendrophthora leucocarpa (Pacz.) Trel.
- Elytrigia pseudocaesia (Pacz.) Prokudin
- Juncus tyraicus (Pacz.) V.I.Krecz. & Gontsch.
- Nonea pulchella Pacz. Schmalh.
- Onobrychis longiaculeata Pacz. ex Schmalh.
- Phoradendron leucocarpum Pacz.
- Phrygilanthus chodatianus Pacz.
- Phrygilanthus monzoniensis Pacz.
- Phrygilanthus peruvianus Pacz.
- Pterotheca caspica (Pacz.) Pavlov
- Лютик Запаловича (Ranunculus zapalowiczii) Pacz.
- Смолёвка астраханская (Silene astrachanicum) (Pacz.) Takht.
- Ковыль Браунера (Stipa brauneri) (Pacz.) Klokov
- Tithymalus tanaiticus (Pacz.) Galushko
- Tristerix chodatianus (Pacz.) Kuijt
- Tristerix peruvianus (Pacz.) Kuijt
- Вероника ложноорхидея (Veronica × pseudoorchidea) (Pacz.) Klokov

## Названы в честь Пачоского
в алфавитном порядке латинских названий растений
- Лук Пачоского (Allium paczoskianum) Tuzson
- Осока Пачоского (Carex paczoskii) Zapal.
- Василёк Пачоского (Centaurea paczoskyi) Kotov ex Klokov
- Ракитник Пачоского (Chamaecytisus paczoskii) (V.I.Krecz.) Klásk.
- Хохлатка Пачоского (Corydalis paczoskii) Busch, синоним Pistolochia paczoskii (N.Busch) Soják
- Гусиный лук Пачоского (Gagea paczoskii) (Zapal.) Grossh.
- Ястребинка Пачоского (Hieracium paczoskianum) Sennikov
- Наголоватка Пачоского (Jurinea paczoskiana) Iljin
- Яснотка Пачоского (Lamium paczoskianum) Vorosch.
- Эспарцет Пачоского (Onobrychis paczoskiana) Kritska
- Мак Пачоского (Papaver paczoskii) Mikheev
- Пиретрум Пачоского (Pyrethrum paczoskii) Zefir.
- Пижма Пачоского (Tanacetum paczoskii) (Zefir.) Tzvelev
- Вероника Пачоского (Veronica paczoskiana) Klokov

## Печатные труды
- Пачоский И. К. Метод классификации и единство наук. — Киев: Типография газ. «Киевское слово», 1891
- Пачоский И. К. Флорографические и фитогеографические исследования калмыцких степей. — Киев: Типография товарищества И. Н. Кушнерева и Кº, 1892 (Записки Киевского общества естествоиспытателей; т. 12, вып. 1)
- Пачоский И. К. Основные черты развития флоры юго-западной России. — Херсон: Паровая типо-литография наследников О. Д. Ходушиной, 1910 (Записки Новороссийского общества естествоиспытателей; прил. к т. 34)
- Пачоский И. К. Описание растительности Херсонской губернии. — Херсон: Паровая типо-литография С. Н. Ольховикова и С. А. Ходушина. — Т. 1: Леса. 1915; Т. 2: Степи. 1917; Т. 3: Плавни, пески, солончаки, сорные растения. 1927
- Пачоский И. К. Основы фитосоциологии. — Херсон, 1921
- пол. Paczoski J.K., Szafer W., Raciborski M., Pawłowski B., Kulczyński S. Flora polska: Rośliny naczyniowe Polski i ziem ościennych. Dwuliścienne wolnopłatkowe: dwuokwiatowe. Kraków: Polska Akademja Umiejętności. 1927
- пол. Paczoski J.K. Roślinność Puszczy Białowieskiej. La végétation de la Forêt de Białowieża. Varsovie, 1928
- пол. Paczoski J.K. Biologiczna struktura lasu. Sylwan, 1928
- пол. Paczoski J.K. Lasy Bośni. Die Wälder Bosniens. Lwów: Polskie Towarzystwo Leśne, 1929
- пол. Paczoski J.K. Lasy Białowieży // Monografje Naukowe. Poznań, Państwowa Rada Ochrony Przyrody. 1930. № 1
- пол. Paczoski J.K. Obszerna monografia przyrodnicza jeszcze sprzed formalnego utworzenia Parku, 1930
- пол. Paczoski J.K. Podstawowe zagadnienia geografji roślin. Poznań: Biblioteca Botaniczna. 1933
- пол. Paczoski J.K. Piętrowość lasu. Poznań: Biblioteca Botaniczna. 1935
- пол. Paczoski J. Bioindukcja w państwie roślinnym. Poznań: Poznańskie Towarzystwo Przyjaciół Nauk, 1947